# Tamás Hajnal
Tamás Hajnal (Esztergom, 15 marzo 1981) è un ex calciatore ungherese, di ruolo centrocampista.

## Carriera
Alla fine di maggio 2008 è stato inserito negli undici ideali della Bundesliga 2007-2008.

## Palmarès

### Club
- Campionato ungherese: 1

Ferencvaros: 2015-2016
- Coppa d'Ungheria: 2

Ferencvaros: 2014-2015, 2016-2017
- Supercoppa d'Ungheria: 1

Ferencvaros: 2015

### Individuale
- Calciatore ungherese dell'anno: 2

2007, 2008